# Афрички куп нација 2010.
Афрички куп нација 2010 је такође познат као Оранж Афрички куп нација, због спонзора, је било 27. континентално првенство Африке у фудбалу. Почео је 10. јануара 2010. године, и трајао је до 31. јануара 2010. године.
Домаћин турнира је била Ангола, која је угостила 15 репрезентација од укупно 53 репрезентација које су учествовале у квалификацијама. Првенство је обележено повлачењем репрезентације Тога услед терористичког напада на аутобус њихове репрезентације. Репрезентација Египта је победила репрезентацију Гане у финалу и освојила 7 титулу континенталног првака.

## Избор домаћина
Ангола је добила дозволу за организацију Афричког купа нација због намере афричке фудбалска конфедерације да нове чланице организују континентално првенство. Понуде Мозамбика, Зимбабвеа, Намибије и Сенегала су одбијене. Домаћин следећег афричког купа нација биће Габон и Екваторијална Гвинеја, такође нове чланице.

## Стадиони
| Градови  | Стадиони              | Капацитет |
| -------- | --------------------- | --------- |
| Луанда   | Стадион 11. новембар  | 50,000    |
| Кабинда  | Nacional do Chiazi    | 20,000    |
| Бенгуела | Nacional de Ombaka    | 35,000    |
| Лубанго  | Nacional da Tundavala | 20,000    |

## Квалификације
Афричка фудбалска конфедерација је објавила да ће жреб за квалификације за светско првенство 2010. бити исти као и за квалификације за Афрички куп нација 2010. године. У квалификацијама су учествовале 53 репрезентације. Квалификације су се састојале из три круга. 

### Први круг
У првом кругу је учествовало 10 најлошије рангираних репрезентација на фифиној ранг листи за јул 2007. Из квалификација су се повукле репрезентације Сао Томе и Принципе и Централноафричке републике. Због тога, Свазиленд и Сејшели су се аутоматски квалификовали за следећу рунду. Поред њих, у следећу рунду су се квалификовале и следеће репрезентације:
- Мадагаскар
- Џибути
- Сијера Леоне

### Други круг
У другом кругу је учествовало 48 репрезентација које су биле подењене у 12 група. Из овог дела квалификација повукле су се репрезентације Етиопије и Еритреје, а репрезентација Чада је суспендована. у наставак квалификација пласирале су се следеће репрезентације:
- Камерун
- Гвинеја
- Кенија
- Бенин
- Нигерија
- Гана
- Габон
- Алжир
- Обала Слоноваче
- Мозамбик
- Мароко
- Руанда
- Буркина Фасо
- Тунис
- Мали
- Судан
- Замбија
- Того
- Египат
- Малави

### Трећи круг
20 тимова који су се квалификовали у трећи круг су подењени на 5 група. Прве три репрезентација у свакој групи пласирале су се на Афрички куп нација. То су биле репрезентације:
- Египат
- Камерун
- Того
- Гана
- Габон
- Тунис
- Мозамбик
- Алжир
- Обала Слоноваче
- Замбија
- Бенин
- Мали
- Малави
- Буркина Фасо
- Ангола

## Жреб
Жреб је обавњен 20. новембра 2009. године у Луанди. 16 тимова је подељено у 4 шешира, с тиме што је 
домаћин (репрезентација Анголе) аутоматски у првом шеширу, као и Египат који је бранилац титуле. Остали шешири су попуњени на основу ранга репрезентација.
| 1. место 2. место 3. место 4. место | Од 5. до 8. места Од 9. до 15. места Квалификовали су се, али су одустали |

| Шешир 1                                     | Шешир 2                        | Шешир 3                                    | Шешир 4                                  |
| ------------------------------------------- | ------------------------------ | ------------------------------------------ | ---------------------------------------- |
| Ангола · Египат · Камерун · Обала Слоноваче | Гана · Нигерија · Тунис · Мали | Замбија · Бенин · Алжир · Того (повлачење) | Буркина Фасо · Мозамбик · Габон · Малави |

## Такмичење по групама

### Група А
| Тим     | Бр. Ут | Поб | Нер | Пор | ДГ | ПГ | ГР | Пое. |
| ------- | ------ | --- | --- | --- | -- | -- | -- | ---- |
| Ангола  | 3      | 1   | 2   | 0   | 6  | 4  | +2 | 5    |
| Алжир * | 3      | 1   | 1   | 1   | 1  | 3  | −2 | 4    |
| Мали    | 3      | 1   | 1   | 1   | 7  | 6  | +1 | 4    |
| Малави  | 3      | 1   | 0   | 2   | 4  | 5  | −1 | 3    |

- У други круг је прошао Алжир зато што се гледа међусобни сусрет, у којем је Алжир победио Мали .

### Група Б
| Тим             | Бр. Ут               | Поб                  | Нер                  | Пор                  | ДГ                   | ПГ                   | ГР                   | Пое.                 |
| --------------- | -------------------- | -------------------- | -------------------- | -------------------- | -------------------- | -------------------- | -------------------- | -------------------- |
| Обала Слоноваче | 2                    | 1                    | 1                    | 0                    | 3                    | 1                    | +2                   | 4                    |
| Гана            | 2                    | 1                    | 0                    | 1                    | 2                    | 3                    | −1                   | 3                    |
| Буркина Фасо    | 2                    | 0                    | 1                    | 1                    | 0                    | 1                    | −1                   | 1                    |
| Того            | Повлачење са турнира | Повлачење са турнира | Повлачење са турнира | Повлачење са турнира | Повлачење са турнира | Повлачење са турнира | Повлачење са турнира | Повлачење са турнира |

### Група Ц
| Тим      | Бр. Ут | Поб | Нер | Пор | ДГ | ПГ | ГР | Пое. |
| -------- | ------ | --- | --- | --- | -- | -- | -- | ---- |
| Египат   | 3      | 3   | 0   | 0   | 7  | 1  | +6 | 9    |
| Нигерија | 3      | 2   | 0   | 1   | 5  | 3  | +2 | 6    |
| Бенин    | 3      | 0   | 1   | 2   | 2  | 5  | −3 | 1    |
| Мозамбик | 3      | 0   | 1   | 2   | 2  | 7  | −5 | 1    |

### Група Д
| Тим     | Бр. Ут | Поб | Нер | Пор | ДГ | ПГ | ГР | Пое. |
| ------- | ------ | --- | --- | --- | -- | -- | -- | ---- |
| Замбија | 3      | 1   | 1   | 1   | 5  | 5  | 0  | 4    |
| Камерун | 3      | 1   | 1   | 1   | 5  | 5  | 0  | 4    |
| Габон   | 3      | 1   | 1   | 1   | 2  | 2  | 0  | 4    |
| Тунис   | 3      | 0   | 3   | 0   | 3  | 3  | 0  | 3    |

Табела изједначених екипа за пролазак даље:
| Тим     | Бр. Ут | Поб | Нер | Пор | ДГ | ПГ | ГР | Пое. |
| ------- | ------ | --- | --- | --- | -- | -- | -- | ---- |
| Замбија | 2      | 1   | 0   | 1   | 4  | 4  | 0  | 3    |
| Камерун | 2      | 1   | 0   | 1   | 3  | 3  | 0  | 3    |
| Габон   | 2      | 1   | 0   | 1   | 2  | 2  | 0  | 3    |

 Замбија и  Камерун су прошли даље због више датих голова.

## Елиминациона рунда
|  | Четвртфинале          | Четвртфинале          |                       |       | Полуфинале  | Полуфинале  |  |  | Финале | Финале |
|  |                       |                       |                       |       |             |             |  |  |        |        |
|  | 24. јануар– Луанда    |                       |                       |       |             |             |  |  |        |        |
|  |                       |                       |                       |       |             |             |  |  |        |        |
|  | Ангола                | 0                     |                       |       |             |             |  |  |        |        |
|  | Ангола                | 0                     | 28. јануар – Луанда   |       |             |             |  |  |        |        |
|  | Гана                  | 1                     |                       |       |             |             |  |  |        |        |
|  | Гана                  | 1                     | Гана                  | 1     |             |             |  |  |        |        |
|  | 25. јануар – Лубанго  |                       | Гана                  | 1     |             |             |  |  |        |        |
|  |                       | Нигерија              | 0                     |       |             |             |  |  |        |        |
|  | Замбија               | Нигерија              | 0                     | 0 (4) |             |             |  |  |        |        |
|  | Замбија               |                       | 31. јануар – Луанда   | 0 (4) |             |             |  |  |        |        |
|  | Нигерија (пен.)       | 0 (5)                 |                       |       |             |             |  |  |        |        |
|  | Нигерија (пен.)       | 0 (5)                 | Гана                  | 0     |             |             |  |  |        |        |
|  | 24. јануар – Кабинда  |                       | Гана                  | 0     |             |             |  |  |        |        |
|  |                       | Египат                | 1                     |       |             |             |  |  |        |        |
|  | Обала Слоноваче       | Египат                | 1                     | 2     |             |             |  |  |        |        |
|  | Обала Слоноваче       | 28. јануар – Бенгуела |                       | 2     |             |             |  |  |        |        |
|  | Алжир (П. П)          | 3                     |                       |       |             |             |  |  |        |        |
|  | Алжир (П. П)          | 3                     | Алжир                 | 0     |             |             |  |  |        |        |
|  | 25. јануар – Бенгуела |                       | Алжир                 | 0     |             |             |  |  |        |        |
|  |                       | Египат                | 4                     |       | Треће место | Треће место |  |  |        |        |
|  | Египат (П. П)         | Египат                | 4                     | 3     | Треће место | Треће место |  |  |        |        |
|  | Египат (П. П)         |                       | 30. јануар – Бенгуела | 3     |             |             |  |  |        |        |
|  | Камерун               | 1                     |                       |       |             |             |  |  |        |        |
|  | Камерун               | 1                     | Нигерија              | 1     |             |             |  |  |        |        |
|  |                       |                       |                       |       |             |             |  |  |        |        |
|  | Алжир                 | 0                     |                       |       |             |             |  |  |        |        |
|  | Алжир                 | 0                     |                       |       |             |             |  |  |        |        |